# Germà l'Escot
|  | Per a altres significats, vegeu «Sant Germà». |

Germà l'Escot o de la Roda (Irlanda o Escòcia, segle v - Rouen, França, ca. 450 o 480) fou un religiós escocès. És venerat com a sant per principalment per l'església catòlica.

## Biografia
Era fill d'una noble família irlandesa o escocesa (scota, en llatí). Durant un viatge fou convertit al cristianisme per Sant Germà d'Auxerre, que el va batejar amb el seu propi nom. El jove va renunciar als avantatges de la seva posició i es feu sacerdot; va viatjar novament a França per trobar-hi Germà d'Auxerre. Va desembarcar a la desembocadura de la Diélette (Manche), però quan arribà a Auxerre, Germà n'havia marxat; continuà el viatge fins a Trèveris, on parlà amb l'arquebisbe de Colònia, Sever, que el va consagrar bisbe i el va enviar a evangelitzar Frísia.
Després va anar a Roma i va recórrer Itàlia, França i Hispània, predicant la religió. Va anar llavors a Gal·les on va seguir predicant i després tornà a Normandia, predicant a Morsalines. Mentre predicava prop de Rouen fou mort per un dels caps locals, Hubalt, cap al 450 o 480 a l'actual Saint-Germain-sur-Bresle (Somme).

## Veneració
Al lloc on morí i fou sebollit s'aixecà un temple, origen del poble de Saint-Germain-sur-Bresle, que esdevingué lloc de pelegrinatge. Cap al 860, les relíquies foren portades, per protegir-les de les invasions dels vikings a Ribemont, i en 1659 a l'església de Saint-Germain d'Amiens. La seva memòria es commemora el 2 de maig.

### Llegendes
Segons la llegenda, quan deixà Irlanda pregà Déu perquè li enviés un mitjà per travessar el Canal de la Mànega, i aparegué una roda de carro a l'aigua. Probablement, feu servir una embarcació de forma rodona, típica d'Irlanda, que a la llegenda es transforma en roda. En desembarcar a França, va derrotar un drac de set caps que aterria els habitants de Flamanville, i el cap de la Hague, que es convertiren al cristianisme en veure-ho.